# Солдатова Любов Петрівна
Любов Петрівна Солдатова (нар. 1 січня 1951, селище Ізварине Краснодонського району, тепер Луганської області) — політична діячка СРСР, помічник майстра Одеської суконної фабрики. Депутат Верховної Ради УРСР 9-го скликання.

## Життєпис
Народилася у родині робітника. Член комсомолу з 1965 року. У 1968 році здобула середню освіту.
З 1968 року — прядильниця, з 1974 року — помічник майстра підготовчого відділу Одеської суконної фабрики. Без відриву від виробництва закінчила Одеський технікум легкої промисловості.
Потім — на пенсії в місті Одеса.

## Нагороди
- медаль «За трудову відзнаку»